# Erämaan Viimeinen
«Erämaan viimeinen» es el tercer sencillo lanzado el 5 de diciembre de 2007 de la banda finesa Nightwish del álbum Dark Passion Play, aunque tal canción no se encuentre en el CD. La canción es en verdad Last Of The Wilds de dicho álbum, la única instrumental del álbum, pero que incluye letra en finés, la cual es cantada por la vocalista Jonsu de la banda de pop-rock finesa Indica, la cual es ajena al grupo. Ha sido lanzado únicamente en Finlandia para así promocionar el tour en dicho país, ya que compartieron la gira con Indica.
La canción, además, también aparece en la edición platino del álbum.

## Lista de canciones
| Pista | Sencillo en CD                     | Duración |
| ----- | ---------------------------------- | -------- |
| 1     | «Erämaan Viimeinen»                | 5:11     |
| 2     | «Erämaan Viimeinen» (instrumental) | 5:40     |

La versión instrumental de Erämaan Viimeinen es el mismo tema que originalmente "Last Of The Wilds" en Dark Passion Play, pero sin el sonido del oleaje del mar que contenía al principio.

## Video
Realmente, no existe ningún video sobre Erämaan Viimeinen para su promoción, el anteriormente creído video grabado, fue sin embargo, para el sencillo de "The Islander", pero fue pensado que era sobre "Erämaan Viimeinen" probablemente porque, como Tuomas afirmó, se trataba de la naturaleza Finlandesa.

## Versión demo
Una versión demo es nombrada en el diario de estudio oficial de Jukka en Nightwish.com a la cual llamaban "Woods" y que según Jukka trataba sobre unos temas finlandeses clásicos. Esta demo nunca ha sido lanzada.